# Savignia naniplopi
Savignia naniplopi är en spindelart som beskrevs av Jan Bosselaers och Henderickx 2002. Savignia naniplopi ingår i släktet Savignia och familjen täckvävarspindlar. Inga underarter finns listade i Catalogue of Life.